# Hönshylte skans

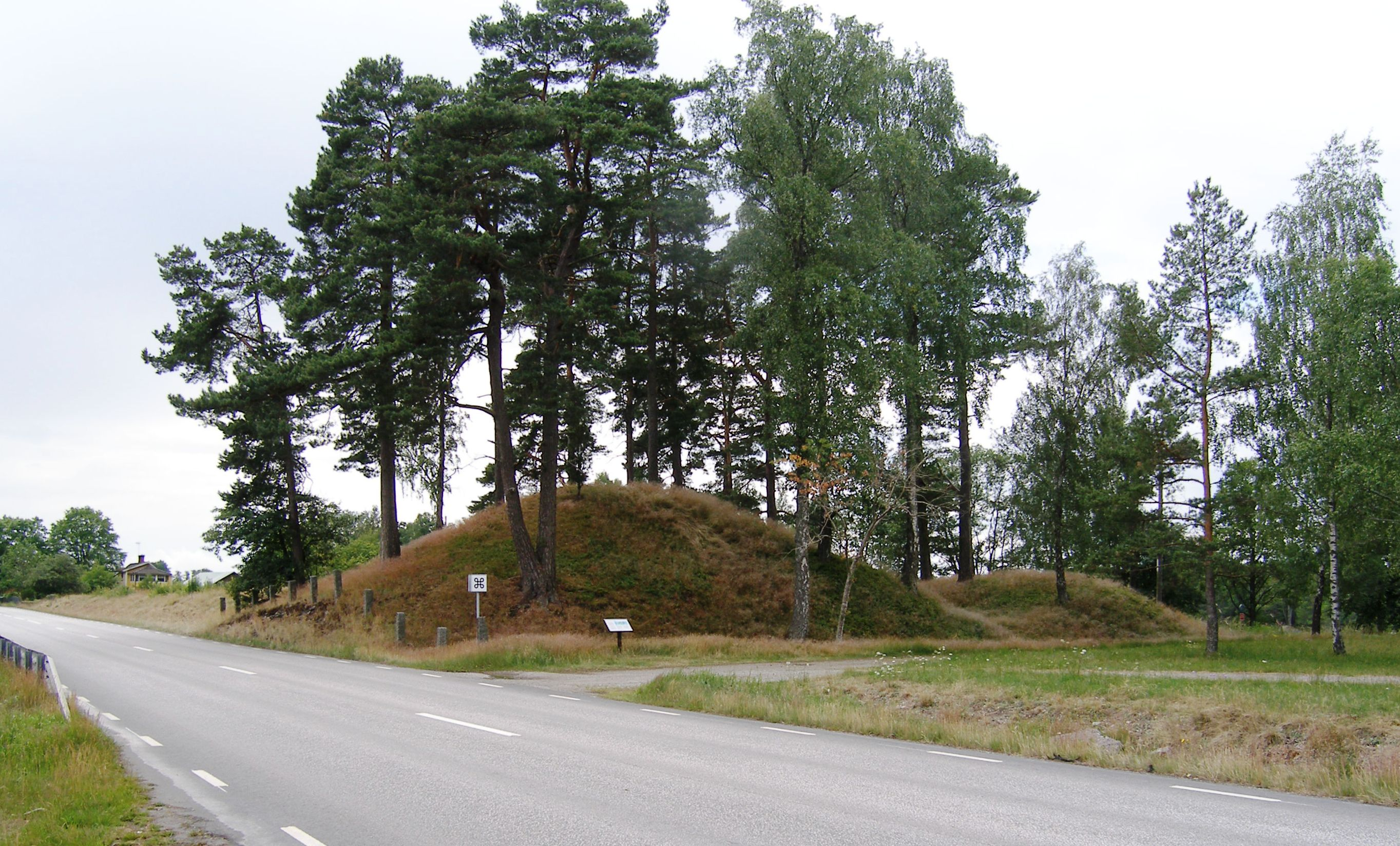
Hönshylte skans från norr med den passerande länsväg 126. På motsatta sidan går idag en cykelväg på den tidigare banvallen för Karlshamn-Vislanda järnväg.

Hönshylte skans var en bevakningsborg belägen norr om nuvarande Ryd i Almundsryds socken i Tingsryds kommun. Den var strategiskt anlagd på ett näs mellan Hönshyltefjorden och Hönshylte gyl i anslutning till en väg från Smålands inland till Blekingekusten. 
Befästningen var en så kallad motteborg och dateras till 1300-talet. Befästningsområdet är kvadratiskt med en yta av cirka 40x40 meter. Skansen bestod av två konstruerade kullar, den högre cirka fem meter hög. Kullarna var omgivna av grävda vallgravar. Man antar att anläggningen har varit omgärdad av en palissad och att det på den högre jordkullen funnits ett trätorn för bevakning och försvar. Några källor rörande borgens ursprung är inte kända. Den kan ha tillhört biskopen i Växjö eller en frälsesläkt. Möjligen har den använts som omlastningsplats mellan väg- och sjötransporter.
Befästningen är idag reducerad till ett par gräsbevuxna kullar. Den västra sidan genombröts på 1870-talet av Karlshamn-Vislanda järnväg och den östra sidan har skadats något av den nuvarande länsväg 126. Hönshylte skans har inte undersökts arkeologiskt.
Enligt den under 1600- och 1700-talen verksamme fornforskaren Petter Rudebeck skall Oden ursprungligen grundat en borg på platsen med namnet Trojenborg och i anslutning till den, staden Troja. Uppgifterna återges i Erik Dahlberghs planschverk Suecia antiqua et hodierna. Namnen Troja och Trojenborg används idag lokalt, som exempelvis i Trojaskolan.